# Біллі Йорк
Біллі Йорк (англ. Billie Yorke; 19 грудня 1910 — 9 грудня 2000) — колишня британська тенісистка.
Перемагала на турнірах Великого шолома в парному та змішаному парному розрядах.

## Фінали турнірів Великого шолома

### Парний розряд: 7 (4–3)
| Результат | Рік  | Турнір               | Покриття | Партнерка      | Суперниці                                | Рахунок        |
| --------- | ---- | -------------------- | -------- | -------------- | ---------------------------------------- | -------------- |
| Поразка   | 1933 | Вімблдонський турнір | Трава    | Фреда Джеймс   | Сімонн Матьє Елізабет Раян               | 2–6, 11–9, 4–6 |
| Перемога  | 1936 | Чемпіонат Франції    | Ґрунт    | Сімонн Матьє   | Сьюзен Ноел Ядвіга Єнджейовська          | 2–6, 6–4, 6–4  |
| Перемога  | 1937 | Чемпіонат Франції    | Ґрунт    | Сімонн Матьє   | Дороті Ендрюс Сільві Юнґ Анротен         | 3–6, 6–2, 6–2  |
| Перемога  | 1937 | Вімблдонський турнір | Трава    | Сімонн Матьє   | Філліс Мадфорт-Кінґ Елсі Ґолдсак Піттмен | 6–3, 6–3       |
| Перемога  | 1938 | Чемпіонат Франції    | Ґрунт    | Сімонн Матьє   | Арлетт Альфф Неллі Ландрі                | 6–3, 6–3       |
| Поразка   | 1938 | Вімблдонський турнір | Трава    | Сімонн Матьє   | Сара Палфрі-Кук Еліс Марбл               | 2–6, 3–6       |
| Поразка   | 1939 | Вімблдонський турнір | Трава    | Гелен Джейкобс | Сара Палфрі-Фаб'ян Еліс Марбл            | 1–6, 0–6       |

### Мікст (1 перемога)
| Результат | Рік  | Турнір            | Покриття | Партнерка      | Суперниці                            | Рахунок       |
| --------- | ---- | ----------------- | -------- | -------------- | ------------------------------------ | ------------- |
| Перемога  | 1936 | Чемпіонат Франції | Ґрунт    | Марсель Бернар | Сільві Юнґ Анротен Андре Мартен-Леже | 7–5, 6–8, 6–3 |